# رهاب الهسبان

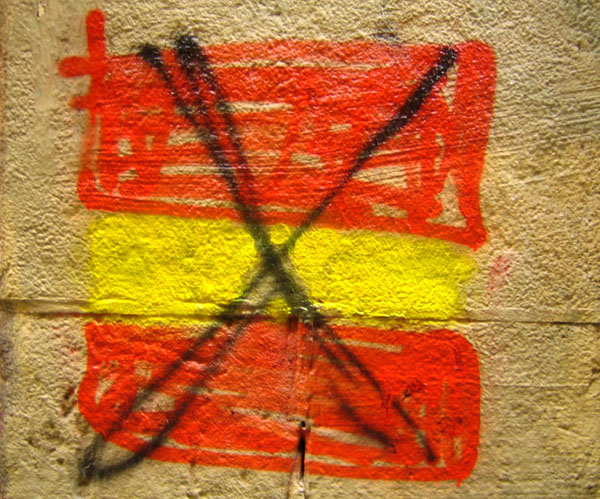

رهاب الهسبان أو المشاعر المناهضة لإسبانيا («هيسبانوفوبيا»، مستمدة من الكلمة اللاتينية "Hispanus" التي تعني «إسباني»، والكلمة اليونانية "φοβία" التي تعني «خوف») هي الشعور بالخوف أو انعدام الثقة أو الكره أو التمييز ضد الأشخاص الهسبانيين بشكل عام، أو -على نحو أكثر تحديدًا- ضد اللاتينيين، والثقافة الهسبانية، واللغة الإسبانية. وعكس هذا النوع من الفوبيا هو الهيسبانوفيليا (حب الهسبانية). انتشرت هذه الظاهرة -بشكل واضح- ثلاث مرات في التاريخ، إذ ظهرت أول مرة في أوروبا في القرن السادس عشر، وأُعيد إحياؤها خلال النزاع على الأراضي الذي وقع مع المكسيك وإسبانيا (كالحرب الإسبانية الأمريكية، والحرب المكسيكية الأمريكية)، وظهرت مرة أخيرة بالتزامن مع خلافات (التعليم بلغتين اثنتين، والهجرة غير الشرعية إلى الولايات المتحدة) المشحونة سياسيًا. وُضعت تعاريف القومية في مجموعة سياسات الهوية المتداخلة في إسبانيا وكتالونيا والباسك وغاليسيا بطريقة مرتبطة بشكل كبير مع آراء وخطابات تتسم بالرهاب من الهسبان.

## التاريخ

### الأسطورة السوداء الهسبانية
نشأت –مع انتشار نفوذ الإمبراطورية الإسبانية ومحاكم التفتيش عبر أوروبا في فترة أواخر العصور الوسطى- أولى حالات الرهاب من الإسبان. جُسد الرهاب من الإسبان خلال هذه الفترة في الفلكلور الذي يُشار إليه أحيانًا باسم «الأسطورة السوداء»: 
ظهرت الأسطورة أول مرة وسط الصراع الديني والتنافسات الإمبريالية التي انتشرت في أوروبا خلال القرن السادس عشر. نشر الأوروبيون الشماليون -الذين كانوا يكرهون إسبانيا الكاثوليكية، وحسدوا إمبراطوريتها الأمريكية- كتبًا ونقوشًا مروعة حول الاستعمار الإسباني بصفته استعمارًا همجيًا فريدًا من نوعه يتّسم بالجشع والعربدة والمذابح والفساد البابوي وبمحاكم التفتيش الضخمة.
ينطوي الرهاب من الإسبان -أو "La leyenda negra" كما أطلق عليها المؤرخون الإسبان أول مرة- على اعتبار الإسبانيين «قاسين بصورة غير اعتيادية، وخبيثين، وخائنين، ومتعصبين وخرافيين، ودمويين، وفاسدين، ومنحطين ومتسلطين، واستبداديين». زودت الأسطورةُ السوداء الهسبانية –عندما استعمرت إسبانيا وإنجلترا القارتين الأمريكيتين الأنجلوأمريكيين بالأحكام المتعلقة بالقوى السياسة والاقتصاد والدينية والاجتماعية التي شكلت المقاطعات الهسبانية (التي امتدت من فلوريدا إلى كاليفورنيا وفي نصف الكرة الغربي) تعليماتها من الأسطورة السوداء الهسبانية. صدرت هذه الأحكام من قبل الأوروبيين الذين كانوا يعتبرون إسبانيا ذات شأن أدنى من شأن الثقافات الأوروبية الأخرى.
سبق ظهور الرهاب من الإسبان، في أمريكا الشمالية، إعلان استقلال الولايات المتحدة بمئتي عام تقريبًا. يرى المؤرخون أن استخدام الإنجليزيين والهولنديين لمصطلح رهاب الأسبانية كان جزءًا من الجهود التي بذلوها في سبيل تفويض الإمبراطورية الإسبانية، كان لبعض مواطني نيوإنجلاند الأوائل أيضًا جهود في نشر رهاب الإسبان؛ بهدف استيعاب المستمعرات الإسبانية.
انتشر في أمريكا الشمالية تيار قائم على فكرة الرهاب من الإسبان داخل الثقافة الأنجلوسكسونية... وجدنا في وقت مبكر من أواخر القرن السابع عشر تكهّنات بيوريتانية -كالدراسات الهسبانية لكوتن ماثر وصموئيل سيويل- تستهدف التحول إلى نسختهم الخاصة من البروتستانتية. تحدث سيويل عن «قصف سانتياغو وهافانا وبورتوريكو والمكسيك نفسها» في الإنجيل الإسباني، وكتب كوتون ماذر كتابًا حول العقيدة البروتستانتية باللغة الإسبانية، يستهدف فيه المناطق الأكثر قتامة بين المناطق الأمريكية الواقعة تحت السيطرة الإسبانية، ونشره في بوسطن عام 1699.

### في الولايات المتحدة
استخدم الأنجلوأمريكيون في الولايات المتحدة خلال أوائل القرن العشرين علم تحسين النسل بسبب رهابهم من الهسبان. أصبح الرهاب من الهسبان -بدعم من عالم تحسين النسل تشارلز غويثه- قضية سياسية. كان هناك –حسب المؤرخ ديفيد جيه ويبر- ظرفًا آخر « تسبب في تأصيل مشاعر مناهضة الهسبان عند الأنجلوأمريكيين، إذ كانوا يعتبرون الهسبانيين عقبة في وجه طموحاتهم. تراجعت المشاعر المناهضة للهسبان مع نمو الولايات المتحدة وتحولها إلى جمهورية. كان يُنظر إلى إسبانيا على أنها تمثل الطرف المقابل لفكرة الفصل بين الكنيسة والدولة، ومثالًا على الملكية والاستعمار. غذى هذا التناقض الجوهري بين المبادئ الهسبانية والمبادئ التي قامت على أساسها الولايات المتحدة العداء بين البلدين الذي بلغ ذروته في عام 1898 بعد اشتعال الحرب الهسبانية الأمريكية. ظهرت مشاعر الرهاب من الإسبان بشكل واضح في تأريخ ثورة تكساس:
كانت ثورة تكساس في جوهرها أكثر من مجرد صراع من أجل النفوذ السياسي والاقتصادي، إذ رفع المؤرخون الأوائل من قدر ثورة تكساس واعتبروها بمثابة «تصادم مهيب للتأثيرات الأخلاقية»، و«صراعًا أخلاقيًا» و«حربًا قائمة على أساس المبادئ». كان الرهاب من الإسبان أيضًا مبررًا لبقاء المكسيكيين «في مكانهم»».
خلال سنوات القرن العشرين، قادت مجموعة (مؤلفة في غالبها من القوى السياسية والاقتصادية) عمليات الهجرة من العديد من البلدان الناطقة باللغة الإسبانية–مثل كوبا وغواتيمالا وجمهورية الدومينيكان والمكسيك- إلى الولايات المتحدة التي كانت تتسم بالاقتصاد القوي نسبيًا وبالوضع السياسي المستقر. وبسبب ذلك، يقول بعض المؤرخين: «تمتلك أمريكا الآن شيئًا يطلق عليه «ذو أصل إسباني»»، الوصف الذي لا يشير إلى الشخص الذي وُلد في بلد يتحدث فيه الناس باللغة الإسبانية، ولا حتّى الشخص الذي يتحدث اللغة الإسبانية بصورة جيدة أو سيئة، بل إلى الفرد الذي يعرف نفسه على أنه كذلك. أصبح الرهاب الأمريكي من الإسبان -في نتيجة طبيعية أساسية لهذا التطور- موجّهًا في الغالب. ما تزال العديد من أشكال الرهاب من الإسبان، التي انتشرت في ثورة تكساس، موجودة في الولايات المتحدة الأمريكية حتى يومنا هذا.

## الأشكال المعاصرة للرهاب من الإسبان في الولايات المتحدة

### اللغة الإسبانية
يقترح البعض بأن أهم الأمثلة على الأشكال المعاصرة للرهاب من الهسبان هي «حركة استخدام الإنجليزية فقط»، إضافة إلى النكات والخطابات التي تستهدف الهسبانيين. تعرّضت حركة استخدام الإنجليزية فقط للانتقادات لعدم حمل نداءاتها الموجهة لوسائل الإعلام الجماهيرية (التي تهدف للقضاء على التعليم ثنائي اللغة وغيرها من الخدمات ثنائية اللغة) لأيّة فائدة قابلة للقياس. بل، وبدلًا من ذلك فإنّها تجذب الجماهير من خلال عرضها لـ«التحديات التي تواجه مكانة اللغة عند الأفراد التي عادة ما تنطوي على مشاعر عميقة حول الهوية الوطنية وقيم المجموعة». يشير مؤيدو وجهة النظر هذه إلى جذب «حركة استخدام اللغة الإنجليزية فقط» الدعم العام لحركتهم من خلال العمل على نشر الهيسبانوفوبيا.

### جدال الهجرة
خلص بعض علماء الاجتماع –وفقًا لمجموعات كـ«مشروع مينيتمان»- إلى أنّ بعض الحجج التي اسُتخدمت لمناهضة الهجرة غير الشرعية في الولايات المتحدة كانت ملوثة بالرهاب من الأجانب أو بالرهاب من الهسبان القائم –في الكثير من الأحيان- على مفاهيم النظافة العرقية وتحسين النسل. تؤكد هذه المجموعات بأن خوفها من الهجرة غير الشرعية لا يكمن بالهجرة –التي تراجعت في العقد الماضي- في حد ذاتها، بل في الأصل القومي المتغير للمهاجرين الجدد، بمعنى أنّ المهاجرين الآن هم من أمريكا اللاتينية أو آسيا، وهو الأمر الذي يُعتبر تهديدًا للتقليد الأنجلو ساكسوني.

أرسل المدعي العام لولاية أريزونا تيري غودارد والمحامي الأمريكي بول تشارلتون في عام 2006 خطاب شكوى إلى رئيس لجنة الاتصالات الفيدرالية كيفين مارتن ردًا على التعليقات التالية التي أدلى بها مذيع الراديو برايان جيمس:
«سنطلق عليها اسم «هجرة لعبة الموت»، ما سنفعله هو أن نختار ليلة واحدة بشكلٍ عشوائي من كل أسبوع لنقتل فيها كل من يعبر الحدود، من يعبر خطوة واحدةً داخل الحدود يتحتم عليه الموت، بإمكانك أن تقرر فيما إذا كانت ليلة حظك أم لا. أعتقد بأنّ ذلك سيكون ممتعًا أكثر».